# Bernsdorf (Zwickau)
Bernsdorf é um município da Alemanha, situado no distrito de Zwickau, no estado da Saxônia. Tem 15,07 km² de área, e sua população em 2019 foi estimada em 2.208 habitantes.